# Massif Geodezistov
Massif Geodezistov (englische Transkription von russisch Массив Геодезистов Massiw Geodesistow, deutsch ‚Massiv der Geodäten‘) ist ein Massiv im Mac-Robertson-Land. In den Prince Charles Mountains ragt es nordöstlich des Mount Lanyon und unmittelbar westlich des Mount Meredith auf.
Russische Wissenschaftler benannten es.